# Sigalion mathildae
Sigalion mathildae är en ringmaskart som beskrevs av Jean Victor Audouin och Milne Edwards in Cuvier 1830. Sigalion mathildae ingår i släktet Sigalion och familjen Sigalionidae. Arten är reproducerande i Sverige. Utöver nominatformen finns också underarten S. m. tulearensis.